# MTV Unplugged (album Live)
MTV Unplugged – koncertowy album amerykańskiej grupy rockowej Live. Wydany został 1995 roku. Nagranie odbyło się 15 lutego 1995 roku w Brooklyn Academy of Music w Nowym Jorku.

## Lista utworów
1. "Operation Spirit"
2. "Selling The Drama"
3. "All Over You"
4. "The Beauty Of Gray"
5. "T.B.D."
6. "I Alone"
7. "Supernatural" (cover Vica Chesnutta)
8. "Lightning Crashes"
9. "White, Discussion"

## Twórcy
- Ed Kowalczyk – gitara, śpiew
- Chad Taylor – gitara, śpiew
- Patrick Dahlheimer – gitara basowa
- Chad Gracey – perkusja